# Mount Pleasant Airfield Oval
Mount Pleasant Airfield Oval – jedyne na Falklandach boisko do krykieta i posiadające sztuczną nawierzchnię. Znajduje się na terenie portu lotniczego Mount Pleasant. Oprócz tego kompleks sportowy posiada 2 boiska piłkarskie i kort tenisowy.